# Sporthal Duinterpen
De Sporthal Duinterpen is een sporthal in de Nederlandse stad Sneek (provincie Friesland).
Het gebouw, aan de zuidzijde van Sneek, is ondergebracht bij een brede school, en is in 2009 in gebruik genomen. Het beheer van de sporthal is in handen van SEOSS. De hal bestaat uit drie delen, die door middel van beweegbare muren kunnen worden samengevoegd. Verder bevinden zich vier kleedkamers in het gebouw, een horecavoorziening ontbreekt. De sportzaal heeft een hoogte van 7 meter en draagt het NOC*NSF-keurmerk, maar heeft geen tribunes en is derhalve vooral bedoeld voor de trainingen van de sportclubs in Sneek.